# Гаме
Гаме — сорт чёрного винограда, используемый для производства красных вин. Вина из этого сорта «имеют высокую кислотность, низкое содержание танинов, светлую окраску и яркий фруктовый аромат».

## История и география
Подобно алиготе, возник в результате естественного скрещивания «гуннского винограда» с неизвестной лозой из семейства пино. Один из старейших сортов винограда, которые известны документально. Регулярно упоминается начиная с 1360-х годов. Название получил по бургундской деревушке Гаме. 
В Средние века высокая урожайность сорта приглянулась бургундским фермерам, которые стали засаживать им места, ранее занятые пино-нуаром. Впрочем, качество производимого вина (из-за почти полного отсутствия танинов и высокой кислотности) оставляло желать лучшего. В связи с этим бургундский герцог Филипп Смелый специальным распоряжением от 31 июля 1395 года запретил выращивание Гаме в своих землях, за исключением Божоле.
Относится к эколого-географической группе западноевропейских сортов винограда. Выращивают в основном во Франции: в Турени, Божоле, Маконе и Савойе. Кроме того, его культивируют и на территории других стран мира: Австралии, США и Швейцарии. Распространён также на Украине и в Молдавии.

## Основные характеристики
Сила роста лозы средняя. Лист средний, пятилопастный. У листьев частичное опушение на нижней поверхности. К осени приобретают красный оттенок. Гроздь мелкая, конической формы. Ягоды средней величины, округлые, тёмно-синие. На поверхности имеется сизоватый восковой налет. Урожайность этого сорта винограда, как правило, высока и в среднем составляет 80—130 ц/га. Относится к сортам среднего периода созревания. Сорт средне устойчив против мильдью и оидиума. Морозостойкость слабая.

## Применение
Сорт является основой для создания сухих, столовых и игристых вин. Именно из гаме делают молодое вино Божоле-нуво. В силу невысокого содержания танинов вина из гаме принято потреблять в течение нескольких лет после сбора урожая. Для длительного хранения и созревания они редко пригодны.

## Синонимы
Носит также следующие названия: Гаме Божоле (Gamay Beaujolais), Гаме чёрный, Гаме нуар (Gamay Noir), План Тондо (Plant Tondo), Marvandiot, Gamay Labronde, Gamay Deliverdun, Gamay Charmont, Complant de Lune, Ericey du Acher, Lyonnais, Gamay a Jus Blanc, Grosse Dole, Verdunois, Gambonnin, Nagyburgundi Kek, Melonentraube Schwarz, Gamay de La Dole.